# قضية كليرستريم
قضية كليرستريم (بالفرنسية: Affäre Clearstream II) هي عملية تلاعب معقدة جدا تعود إلى 2003، حيت تم الإساءة إلى اصحاب حسابات وهمية لدى شركة الخدمات المالية في لوكسمبورغ «كليرستريم»، عبر الاظهار انهم تلقوا رشوة في عملية بيع أسلحة لتايوان في العام 1991. وكان قاض يحقق في وقائع الفساد هذه تلقى اللوائح المرسلة من جهة مجهولة. ثم فتح تحقيق في قضية وشاية.

## القضية
بدأت احداث القصة بتزوير لوائح شركة مالية في لوكسمبورغ تدعى «كليرستريم». والهدف من هذا التلاعب كان الإساءة لمودعين مختلقين عبر اظهارهم بانهم استفادوا من رشوة في عملية بيع أسلحة في تايوان سنة 1991.
كان نيكولا ساركوزي انذاك وزيرا في الحكومة نفسها مع دومينيك دو فيلبان، الذي خاض معه صراعا شرسا لخلافة جاك شيراك في قصر الإليزيه.
وتلقى قاض يحقق في قضايا الفساد هذه اللوائح من دون أن تعرف الجهة المرسلة عن نفسها. ففتح تحقيق بقضية اتهام كاذب. ومن بين الشخصيات الكثيرة التي ورد اسمها في اللوائح، من صناعيين ورجال سياسة وغيرهم، برز اسم ساركوزي. وهكذا اتخذت احداث القصة منعطفا سياسيا.
ووعد ساركوزي بانه سيعمل لكي يلقى من قام بهذا التلاعب «عقابا قاسيا». واتجهت شكوك ساركوزي إلى دو فيلبان الذي كان وزيرا للداخلية ورئيسا للوزراء بانه قد يكون من استخدم هذه اللوائح لاضعافه في السباق إلى قصر الاليزيه.
ووضع المحققون يدهم على دفاتر الجنرال فيليب روندو وهو موظف سابق في الاستخبارات دونت فيها تفاصيل الاجتماعات السرية مع دو فيلبان من اجل اللوائح.

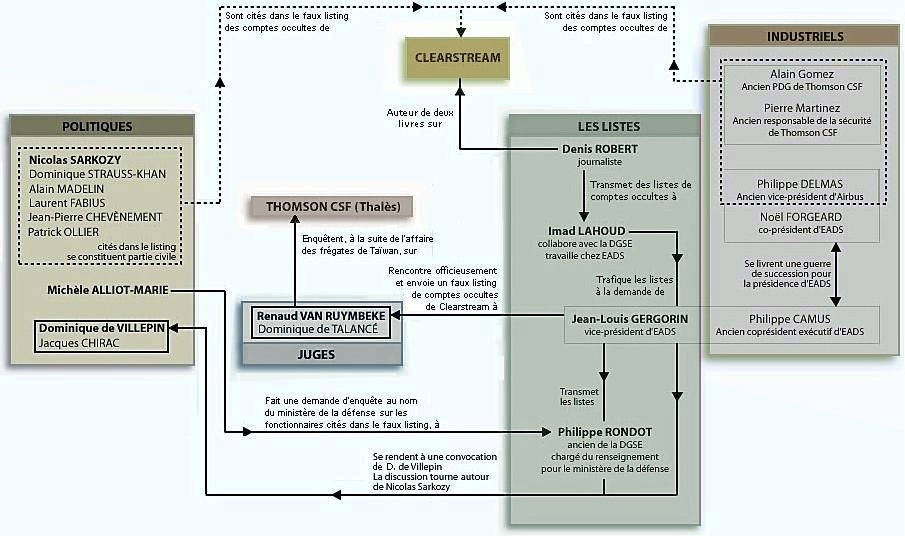
الأحداث والأطراف المشاركة والأطراف التي اتهمت بدون مشاركة

## مسلسل القضية

### 2004
في مايو سلم شخص مجهول رسائل ولوائح مصرفية للقاضي رونو فان رويمبيك المكلف بالتحريات في قضية العمولات السرية في بيع فرقاطة إلى تايوان سنة 1991. ويتهم المجهول في هذه الوثائق شخصيات في عالم السياسة والصناعة والفن والإعلام بفتح حسابات سرية في مصرف «كليرستريم» المتواجد في لوكسمبورغ. ويوجد اسم نيكولا ساركوزي الذي كان وقتها وزيرا للاقتصاد. في سبتمبر من نفس السنة فتح تحقيق قضائي بتهمة «وشاية كاذبة».

### 2006
نيسان/أبريل - أيار/مايو: جريدة «لوموند» المسائية الفرنسية تنشر معلومات مفادها ان الجنرال فيليب روندو، وهو مسؤول سابق في أجهزة الاستخبارات، قال للقضاة انه أجرى تحقيقا موازيا حول ساركوزي بطلب من وزير الداخلية دومينيك دوفيلبان بموافقة الرئيس السابق جاك شيراك.
11 أيار/مايو: جريدة "لوموند" تنشر دفتر ملاحظات الجنرال روندو يورط فيه الرئيس شيراك ودومينيك دوفيلبان ويتهمها بالكذب.
حزيران/يونيو: نائب رئيس مجموعة «أي. ايه. دي. اس» الأوروبية للطيران والدفاع جان لوي جيرغوران يقر بتوجيه رسائل مجهولة للقاضي رونو فان رويمبيك.
27 تموز/يوليو: الجنرال فيليب روندو يتراجع عن الكلام الذي نسب له، ويقول انه لم يتلق تعليمات من شيراك ودوفيلبان لإجراء تحقيق موازي حول ساركوزي.
تشرين الأول/أكتوبر: دومينيك دوفيلبان يُكذّب ما تردد من معلومات مفادها انه قام بتدمير تقرير لـ«مديرية مراقبة القطر» (جهاز «دي. أس. تي» المضاد للتجسس) يعين جان لوي جيرغوران كصاحب الرسائل واللوائح المجهولة التي وجهت للقاضي رونو فان رويمبيك.

### 2007
- مارس: جان لوي جيرغوران يقول للقضاة المكلفين بالتحقيق ان خبير المعلوماتية الفرنسي-اللبناني عماد لحود هو الذي سلمه اللوائح المصرفية بأسماء الشخصيات السياسية والاقتصادية والثقافية.
- مايو: مثول القاضي رونو فان رويمبيك أمام المجلس الفرنسي الأعلى للقضاء بسبب لقائه السري مع جان لوي جيرغوران في العام 2004، قبيل استلامه اللوائح المصرفية.
- مايو - يونيو: الجنرال فيليب روندو يقول للقضاة ان دومينيك دوفيلبان أخبره بتعليمات تلقاها من الرئيس جاك شيراك في العام 2004.
- يونيو: جاك شيراك يرفض المثول أمام القضاة المكلفين بالتحقيق في القضية، ويكذب انه أمر بإجراء أي تحقيق حول شخصيات سياسية في إشارة إلى نيكولا ساركوزي.
- يوليو: حسب نتائج تحليل قرص كومبيوتر الجنرال روندو فإن دوفيلبان هو صاحب فكرة اللقاء بين جان لوي جيرغوران والقاضي فان رويمبيك،
- جان لوي جيرغوران يؤكد تورط دوفيلبان، ويقول ان الجميع كانوا مقتنعين بصحة اللوائح المصرفية في مطلع 2004 عندما طلب من الجنرال روندو إجراء تحريات حول ذات اللوائح.
- فتح تحقيق قضائي حول دوفيلبان بتهمة «التواطؤ في وشاية كاذبة». رئيس الوزراء ووزير الداخلية السابق يكذب مشاركته في مناورة سياسية، ويقول انه لم يأمر بإجراء تحريات بخصوص اللوائح المصرفية.

في سبتمبر وجه دوفيلبان رسالة لساركوزي يقول فيها انه لم يقتنع يوما بتورطه في القضية.

### 2008
- في 3 يونيو تعتبر النيابة العامة أن ليس لديها أدلة كافية ضد دوفيلبان، وتطلب معلومات إضافية بشأن العلاقة بين الأخير وعمال لحود.
- في 3 يوليو انتهى التحقيق بعد استجواب جديد لدومينيك دوفيلبان.

### 2009
العقوبة التي يواجهها دو فيلبان في حال ادانته تصل إلى خمس سنوات ودفع غرامة قدرها 45 الف يورو. من جهته ينفي دو فيلبان أي علاقة له بقضية التزوير ويشتكي من اختلال الموازين في القضية بسبب وزن المقام الرئاسي. وقال بهذا الشأن «عندما يحين الاوان وتنجلي الحقيقة سيكون على ساركوزي ان يبرر تعنته الذي ستكون له بالتاكيد عواقب على منصبه».
وتتوزع الادوار الثانوية، في المحكمة التي ستدوم حتى 23 أكتوبر والتي تضم 18 شاهدا و40 مدعيا، على الصحافي المحقق دوني روبير وعلى فلوريان بورج المدقق السابق لدى ارتور اندرسن المتهمين بحيازة هذه اللوائح.
ووصف روبير هذه المحاكمة لوكالة فرانس برس قائلا «انها محاكمة حقبة، محاكمة الاخلاقيات السياسية الفرنسية حين يستخدم الجهاز القضائي الفرنسي لصالح السلطة السياسية».